# Christophe Madrolle (chanteur)
Pour les articles homonymes, voir Christophe Madrolle et Madrolle.
Christophe Madrolle, né le 24 mars 1988 à Issoudun, auteur-compositeur-interprète français. Il est essentiellement connu pour être le compositeur de la chanson de l’association Le Refuge, Grandir en paix.

## Biographie
Christophe Madrolle est né le 24 mars 1988 à Issoudun[source insuffisante].
Il est selon, le site d'informations belge 7sur7, l'un des premiers artistes français à avoir revendiqué sa pansexualité,, notamment dans une tribune du Nouvel Observateur/Rue89 le 14 février 2012,.
Impliqué dans la lutte pour l’égalité des droits LGBT, il a composé la chanson de l’association Le Refuge, Grandir en paix[source insuffisante], en 2015 puis réalisé le clip vidéo, qui a été soutenu, notamment, sur les réseaux sociaux par la chanteuse Line Renaud, le journaliste Jean-Baptiste Marteau et l'animateur Cyril Hanouna[réf. nécessaire].
En 2014, il tourne un clip vidéo avec Tonya Loren, l’une des chanteuses trans du groupe Sister Queen.
En 2017, il ouvre le Festival des Cultures LGBT à Paris.

## Discographie
- 2009 : Grafitures (8 titres)[11]
- 2011 : Le point G (12 titres)[12],[13]
- 2016 : We are the love (11 titres)[14]
- 2022 : Pride (11 titres)[15]